# Leucobasis
Leucobasis is een geslacht van libellen (Odonata) uit de familie van de waterjuffers (Coenagrionidae).

## Soorten
Leucobasis omvat 1 soort:
- Leucobasis candicans Rácenis, 1959